# Catty
Catty (chiń. 斤; pinyin jīn) to jednostka miary masy, pochodząca z czasów kolonialnych na Dalekim Wschodzie, często używana w handlu żywymi zwierzętami oraz w supermarketach w Hongkongu. Pochodzi z Malezji, gdzie jest równoważna 604,79 g. Jest w użyciu również w Tajlandii (600 g), na Tajwanie (600 g) i w Chinach (500 g). W języku mandaryńskim jednostka ta nosi nazwę jīn.
Inne nazwy tej jednostki to caddy i kati.
Picul (chiń. upr. 担; chiń. trad. 擔; pinyin dàn) to 100 catty.